# 이성 (1956년)
이성(李星, 1956년 11월 1일 ~ )은 대한민국의 공무원 출신 정치인이다. 행정고시에 합격하여 공직을 시작했으며 정치인으로서 민선 5·6·7기 서울 구로구청장을 역임했다.

## 학력
- 안암국민학교 졸업
- 홍익대학교 사범대학 부속중학교 졸업
- 덕수상업고등학교 졸업
- 고려대학교 법과대학 행정학 학사
- 육군보병학교 수료
- 텍사스대학교 대학원 행정학 석사

## 경력
- 1980년 제24회 행정고시 합격
- 1985년 10월: 서울특별시청 1988년 서울 올림픽 홍보계장
- 서울특별시청 지방행정사무관
- 1988년 5월: 서울특별시청 기획관리실·기획담당관실 기획관리계장
- 1989년 11월: 서울특별시청 기획관리실·기획담당관실 기획조정계장
- 1991년 7월: 서울특별시청 내무국 새질서새생활추진관 지방행정서기관
- 1992년 1월: 서울특별시청 기획관리실 전산담당관
- 1993년 3월: 서울특별시청 내무국 서기관
- 1994년 3월 ~ 1995년 6월: 김영삼 정부 대통령비서실 행정관
- 1995년 6월: 서울특별시청 문화관광국 국제교류과장
- 1996년 5월: 서울특별시청 기획관리실 기획담당관
- 1997년 4월: 조순 서울특별시장 정책비서관
- 1998년: 서울특별시청 내무국 자치행정과장
- 2000년: 서울특별시청 시정개혁단 단장·지방행정부이사관
- 2002년 7월 ~ 2006년 6월: 서울특별시 구로구 부구청장
- 2008년 2월: 서울특별시청 경쟁력강화본부 본부장·지방행정이사관
- 2009년 1월: 서울특별시청 감사관
- 2010년 1월: 민주당 입당
- 2010년 7월 ~ 2014년 6월: 제17대 서울특별시 구로구청장(민선 5기, 민주당→민주통합당→민주당→새정치민주연합, 초선)
- 2010년 7월: 민주당 중앙위원회 위원
- 2011년 12월: 민주통합당 중앙위원회 위원
- 2013년 5월: 민주당 중앙위원회 위원
- 2014년 3월: 새정치민주연합 중앙위원회 위원
- 숙명여자대학교 겸임교수
- 전국다문화도시협의회 부회장
- 2014년 7월 ~ 2018년 6월: 제18대 서울특별시 구로구청장(민선 6기, 새정치민주연합→더불어민주당, 재선)
- 2015년 12월: 더불어민주당 중앙위원회 위원
- 서울특별시구청장협의회 부회장(서남권역)
- 전국다문화도시협의회 회장
- 2018년 7월 ~ 2022년 6월: 제19대 서울특별시 구로구청장(민선 7기, 더불어민주당, 3선)
- 2021년 7월 ~ 2022년 6월: 전국시장·군수·구청장협의회 상임부회장 겸 지역공동회장 겸 서울특별시구청장협의회 협의회장
- 2021년 7월 ~ 2022년 6월: 안양천 명소화·고도화 행정협의회 회장
- 2022년 11월 ~ 2023년 12월 : 경기도청 행정수석비서관
- 2024년 5월 ~ : 경기도청 정무특보

## 수상
- 1999년 월간 문학세계 신인문학상
- 1999년 녹조근정 훈장
- 2005년 세계평화미술대전 특선
- 2010년 칭찬합시다 운동중앙회 자랑스러운 칭찬 주인공

## 방송
- 2001년 KBS2 《인간극장 - 길위의 가족》 출연 (5부작)

## 역대 선거 결과
|  | 54.26% |

|  | 60.84% |

|  | 63.16% |